# سن-ژولین-شپ‌توی
سن-ژولین-شپ‌توی (به فرانسوی: Saint-Julien-Chapteuil) یک کمون در بخش اوت-لوآر، در ناحیه اوورنی-رون-آلپ در جنوب مرکزی فرانسه است.

## اماکن تاریخی
موزه ژول رومن نویسنده فرانسوی قرن نوزدهم که اسناد این نویسنده را به نمایش می‌گذارد.

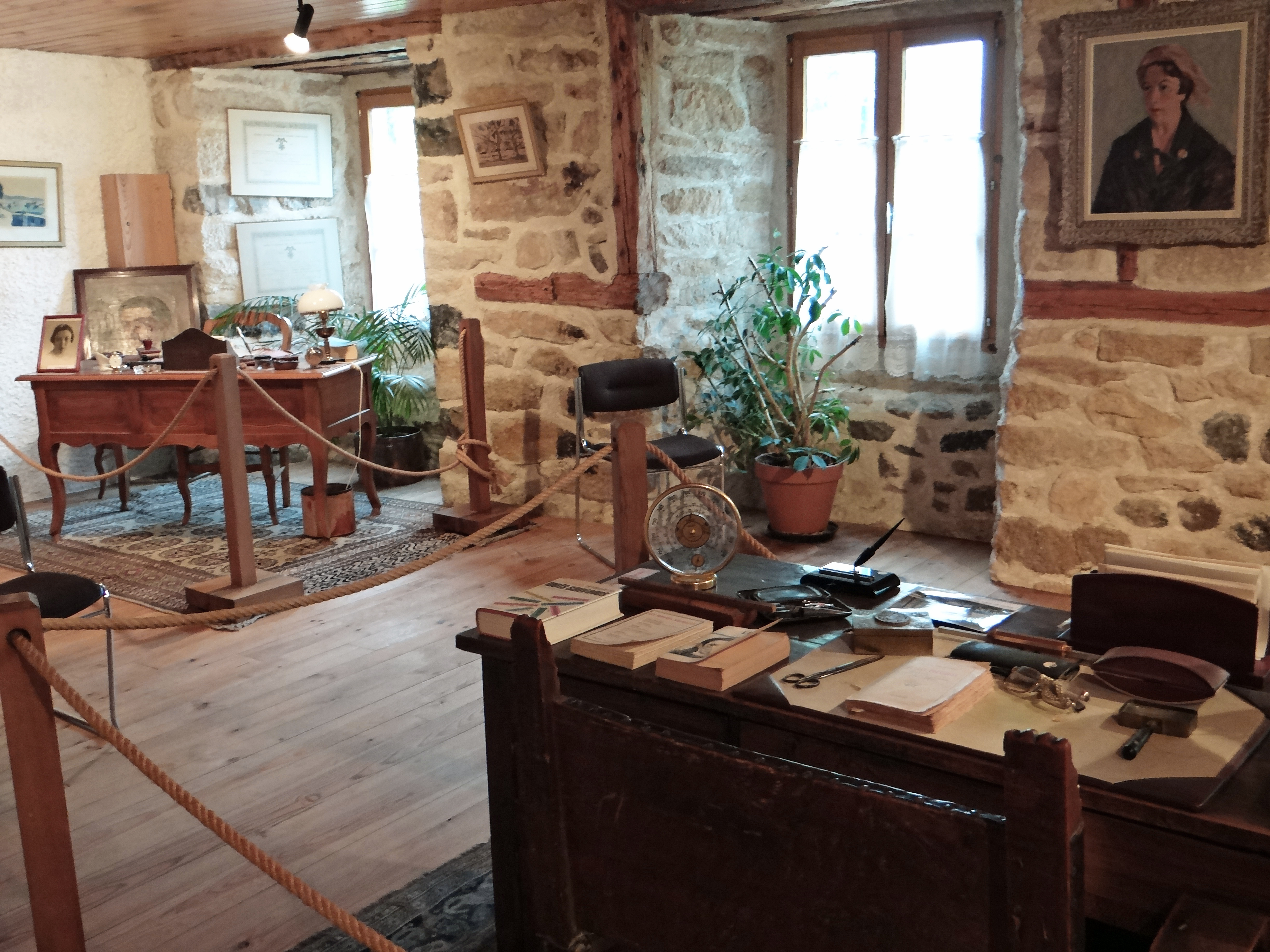
موزه ژول رومن